# كأس رابطة الأندية الإنجليزية المحترفة 2005–06
كأس رابطة الأندية الإنجليزية المحترفة 2005–06 (بالإنجليزية: 2005–06 EFL Cup)‏ هو الموسم رقم 46 من كأس رابطة الأندية الإنجليزية المحترفة. والمعروفة أيضًا باسم كأس كاراباو (بالإنجليزية: Carabao Cup)‏ لأسباب تتعلق بالرعاية. المسابقة مفتوحة أمام جميع الأندية المشاركة في الدوري الإنجليزي الممتاز و‌دوري كرة القدم الإنجليزية.
فاز مانشستر يونايتد باللقب، بعد فوزه على ويغان أتلتيك 4–0 في النهائي.